# Owen Joyner
Owen Patrick Joyner, född 19 juli 2000 i Norman i Oklahoma, är en amerikansk skådespelare. Han är bland annat känd för att spela rollen som Christian "Crispo" Powers i Nickelodeon-serien 100 saker att göra före high school (engelska: 100 Things to Do Before High School) och Arc i den andra Nickelodeon-serien Knight Squad. År 2020 spelade han dessutom rollen som Alex Mercer i Netflix-serien Julie and the Phantoms.

## Filmografi (i urval)

### Film
- 2025 – Final Destination: Bloodlines

### TV
- 2014–2016 – 100 saker att göra före high school (TV-serie)
- 2017 – The Thundermans (TV-serie)
- 2018–2019 – Knight Squad (TV-serie)
- 2019 – Henry Danger (TV-serie)
- 2020 – Julie and the Phantoms (TV-serie)